# Fluoroantimonska kiselina
Fluoroantimonska kiselina (HSbF6) je smjesa fluorovodika i antimonova pentafluorida u različitim omjerima. Omjer 1:1 stvara najjaču poznatu superkiselinu koja dokazano protonira i ugljikovodike stvarajući karbokatione i H2.
Reakcija fluorovodika  (HF) i SbF5 je egzotermna. HF, kao Lewisova baza, napada molekule SbF5 kako bi stvorio adukt. U molekuli HSbF6, anion je koordiniran prema vodiku iako se smatra nekoordiniranim, jer su oba vrlo slabi nukleofili i vrlo slabe baze.
Unatoč protonuvu atributu  "slobodan", on je u stvari uvijek vezan za fluor vrlo slabom kovalentnom vezom, slično vodikovu kationu. Međutim, jačina te veze potječe od ekstremne kiselosti sustava. Fluoroantimonska kiselina je 2×1019 (20 kvintilijuna) puta jača od 100% sumporne kiseline. Kiseli proton lako preskače različite skupine aniona, primjerice Grothussovim mehanizmom. Ova kiselina je bezbojna tekućina. 

## Struktura
Dva su povezana produkta bila kristalizirana iz HF-SbF5 smjese, i oba su analizirana rendgenskom kristalografijom. Formule tih soli su: [H2F+][Sb2F11−] I [H3F2+][Sb2F11−]. U obje soli anion je Sb2F11−. Kao što je spomenuto gore, SbF6− je kategoriziran kao slaba baza; veći monoanion Sb2F11− pretpostavlja se kao još slabiji.

### Usporedba s drugim kiselinama
Sljedeće vrijednosti [nedostaje izvor] osnivaju se na Hammettovoj funkciji kiselosti. Kiselost je iskazana velikim negativnim vrijednostima H0.
- fluoroantimonska kiselina (1990.) (H0 Value = −31.3)
- čarobna kiselina (1974.) (H0 Value = −19.2)
- karboranska superkiselina (1969.) (H0 Value = −18.0)
- fluorosumporna kiselina (1944.) (H0 Value = −15.1)
- trifluorometansulfonska kiselina (1940.) (H0 Value = −14.9)

## Primjene
Ova izvanredno jaka kiselina protonira gotovo sve organske spojeve. 1967.  Bickel i Hogeveen pokazali su da će HF-SbF5 ukloniti H2 iz izobutana i metan iz neopentana:
(CH3)3CH  +  H+  →  (CH3)3C+  +  H2
(CH3)4C  +  H+  →  (CH3)3C+  +  CH4

## Sigurnost
HF-SbF5 munjevito i eksplozivno disocira u vodi. Teoretski reagira s gotovo svim poznatim otapalima. Otapala koja su dokazano kompatibilna s HF-SbF5 jesu SO2ClF, akvatizirani sumporov dioksid i klorofluorougljici.  Spremnici za
HF-SbF5 napravljeni su od PTFE-a.